# Corythalia cubana
Corythalia cubana là một loài nhện trong họ Salticidae.
Loài này thuộc chi Corythalia. Corythalia cubana được Carl Friedrich Roewer miêu tả năm 1951.